# 富和乡 (沐川县)
富和乡，是中华人民共和国四川省乐山市沐川县曾经下辖的一个乡。2019年12月，撤销富和乡和新凡乡，设立富新镇，以原富和乡和原新凡乡所属行政区域为富新镇的行政区域。

## 行政区划
富和乡撤销前下辖以下地区：
清凉村、宋村、石盘村、蓝林村、岩弯村、花山村和虎栖村。